# Jake Paltrow
Jacob Danner „Jake“ Paltrow (* 26. September 1975 in Los Angeles, Kalifornien) ist ein US-amerikanischer Filmregisseur, Filmproduzent und Drehbuchautor.

## Leben und Karriere
Jake Paltrow wurde als Sohn des Regisseurs und Fernsehproduzenten Bruce Paltrow – der 2002 in Rom starb – und der Schauspielerin Blythe Danner in Los Angeles geboren. Er ist der jüngere Bruder von Gwyneth Paltrow.
Paltrow trat in die Fußstapfen seines Vaters und wurde ebenfalls Fernsehproduzent, als der er vor allem durch die Regie einiger Episoden von NYPD Blue bekannt wurde. 2007 gab Paltrow sein Debüt als Regisseur im Film The Good Night, in dem seine Schwester eine Hauptrolle bekleidete. 2015 drehte er gemeinsam mit Noah Baumbach die Dokumentation De Palma, in der der Regisseur Brian De Palma über sein Werk als Regisseur berichtet.
Seit 1999 ist Paltrow mit der Künstlerin Taryn Simon liiert; das Paar heiratete 2010 und hat zwei Kinder.

## Filmografie (Auswahl)
- 1997–2004: New York Cops – NYPD Blue (NYPD Blue, Fernsehserie, 9 Episoden)
- 2000: The Others (Fernsehserie, eine Episode)
- 2004: The Jury (Fernsehserie, eine Episode)
- 2007: The Good Night
- 2013: Young Ones
- 2015: De Palma
- 2020: Jerry Seinfeld: 23 Hours to Kill
- 2022: June Zero